# 207.ª Divisão de Infantaria (Alemanha)
A 207ª Divisão de Infantaria (em alemão:207. Infanterie-Division) foi uma unidade militar que serviu no Exército alemão durante a Segunda Guerra Mundial.

## Comandantes
| Comandante                         | Data                                     |
| ---------------------------------- | ---------------------------------------- |
| Generalleutnant Karl von Tiedemann | ? de agosto de 1939 - 1 de março de 1941 |

## Área de operações
| Polônia | setembro de 1939 - março de 1941 |